# Ipolydamásd
Ipolydamásd é um município da Hungria, situado no condado de Peste. Tem 11,6 km² de área e sua população em 2015 foi estimada em 350 habitantes.